# 亚丁殖民地
亚丁殖民地（英語：Colony of Aden或Aden Colony；阿拉伯語： Mustaʿmarat ʿAdan）是1937年至1963年间的英国直辖殖民地，由亚丁港及其周边地区组成（大约192平方公里）。
在1937年之前亚丁都是英属印度的一部分（先为孟买管辖区下辖的亚丁定居地，后为首席专员省）。1935年印度政府法令通过后，亚丁在1937年4月1日成为直轄殖民地。
1963年1月18日，亚丁重组为亚丁国（阿拉伯文：ولاية عدن、Wilāyat ʿAdan），加入南阿拉伯联邦。联邦于1967年11月30日改为南也门人民共和国后，英国统治结束。
英国在亚丁内陆地区建立了亚丁保护国。

## 历史
1839年1月19日，不列颠东印度公司的皇家海军陆战队为了剿灭掠夺英国商船的海盗，占领了亚丁。海陆军都认为亚丁是具有战略价值、可以为船只提供补给的重要港口。建立亚丁殖民地后，英国的势力逐渐从东西两面渗透内陆地区，最终建立亚丁保护国。
亚丁迅速成为了英属印度和欧洲之间的重要转口港、加煤站。1869年苏伊士运河开通后，亚丁的商业及战略重要性大幅提升。从此而后，亚丁都是世界上最繁忙的港口之一。
1937年，亚丁脱离英属印度成为独立的直辖殖民地。殖民地由亚丁港及其周边地区（大约192平方公里）组成。卡马兰岛、丕林岛和库里亚穆里亚群岛也是殖民地的组成部分。
在1937年之前亚丁都是英属印度的一部分（先为孟买管辖区下辖的亚丁定居地，后为首席专员省）。《1935年印度政府法令》通过后，亚丁在1937年4月1日成为直辖殖民地。
亚丁在独立之前饱受动乱折磨。